# Aponeurosis plantaris
De aponeurosis plantaris is een bindweefsellaag op de voetzool (de plantaire zijde van de voet). Op deze bindweefsellaag hangt de huid vast.
Een aandoening aan deze bindweefsellaag, vergelijkbaar met de ziekte van Dupuytren, is fibromatosis plantaris fascialis of de ziekte van Ledderhose.